# La colombe (Oper)
La colombe (deutsch: Die Taube) ist eine Opéra-comique in zwei Akten von Charles Gounod. Das Libretto von Jules Barbier und Michel Carré basiert auf dem Gedicht Le faucon von Jean de La Fontaine, welches wiederum auf einer Erzählung aus dem Dekameron (Tag V, Geschichte 9) von Giovanni Boccaccio beruht. Das Stück wurde am 3. August 1860 in einer einaktigen Fassung im Theater der Stadt Baden-Baden uraufgeführt, wo es gut aufgenommen und viermal aufgeführt wurde. In einer überarbeiteten zweiaktigen Fassung mit zusätzlicher Musik wurde es am 7. Juni 1866 von der Opéra-Comique im Salle Favart in Paris aufgeführt.

## Handlung

### Erster Akt
Mazet, der Diener von Horace, einem jungen Florentiner Adligen, der sein Vermögen verloren hat, singt Couplets zum Lob der Taube seines Herrn (Romanze: „Apaisez blanche colombe“, ‚Besänftige die weiße Taube‘). Maître Jean, der Haushofmeister der Gräfin Sylvie, kommt, um den Vogel für sie zu kaufen, denn sie ist eifersüchtig auf ihre Rivalin Aminte, die ihre Liebhaber mit einem dressierten Papagei verführt. Mazet erklärt, dass die Taube nicht als Bote benutzt werden kann, er aber versuchen wird, seinen Herrn zu überzeugen, sie zu verkaufen. Trotz der Armut, in der er lebt – und zur Überraschung von Maître Jean – will Horace seinen Lieblingsvogel nicht aufgeben (Romanze und Trio: „Qu’il garde son argent“, ‚Lass ihn sein Geld behalten‘). Maître Jean erfährt jedoch, dass Horace in Sylvie verliebt ist. Er schlägt Sylvie vor, selbst zu versuchen, die Taube zu kaufen; sie zögert, willigt aber schließlich ein. Sylvie ist zuversichtlich, dass die Macht der Liebe Horace dazu bringen wird, ihr den Vogel zu überlassen (Arie: „Je veux interroger ce jeune homme“, ‚Ich möchte diesen jungen Mann befragen‘). Die Ankunft von Sylvie bereitet Horace die größte Freude. Sie kündigt an, dass sie zum Abendessen bleiben wird (Quartett: „O douce joie“, ‚Oh, süße Freude‘).

### Zweiter Akt
Maître Jean hat sich bereit erklärt, das Essen zuzubereiten und singt über die Kochkunst (Arie: „Le grand art de cuisine“, ‚Die große Kunst des Kochens‘). Mazet kehrt mit leeren Händen vom Markt zurück, denn die Lieferanten weigern sich, Horace Kredit zu geben. Nach einer langen Diskussion mit Maître Jean über die beste Art und Weise, verschiedene Gerichte zu servieren, die unter diesen Umständen natürlich unmöglich zuzubereiten sind, decken Horace und Mazet den Tisch und beschließen, die Taube für das Essen zu töten (Duett: „Il faut d’abord dresser la table“, ‚Zuerst muss der Tisch gedeckt werden‘). In der Zwischenzeit denkt Sylvie zärtlich an Horace (Romanze: „Que de rêves charmants“, ‚Welch reizende Träume‘). Sie setzen sich zum Essen, und als Sylvie nach der Taube fragen will, verrät Horace, dass sie für ihr Abendessen getötet wurde. Mazet erscheint mit einem gebratenen Vogel, aber es ist nicht die Taube, sondern der Papagei von Aminte, der zuvor entkommen war. Sylvie ist erfreut zu erfahren, dass Horaces Taube noch am Leben ist, denn sie wird sie immer an seine Liebe erinnern.

## Unterschiede zu den Textquellen
Sowohl in der Erzählung von Boccaccio (Tag V, Geschichte 9) aus dem Dekameron als auch im Conte Le faucon von La Fontaine wird der Vogel, ein Falke, getötet und serviert. Die Dame ist gerührt von der Aufopferung des Vogelbesitzers und antwortet ihm mit Liebe.

## Werkgeschichte
Gounods vorherige Oper Philémon et Baucis, ebenfalls mit einem Text von Barbier und Carré nach einer Erzählung von La Fontaine, war ursprünglich für die Sommersaison 1859 von Edouard Bénazet, dem Direktor des Theaters und des Casinos Baden-Baden, in Auftrag gegeben worden. Als sich die politische Lage zwischen Frankreich und Deutschland im Juni verschlechterte, wurde Gounods Oper vorsorglich zurückgezogen, um mögliche negative Reaktionen des deutschen Publikums zu vermeiden – jedoch wurde sie schließlich in erweiterter Form im Februar 1860 von Léon Carvalho am Théâtre Lyrique in Paris uraufgeführt. Um Bénazet für seinen Verlust zu entschädigen, komponierte Gounod La colombe innerhalb von zwei Wochen für den folgenden Sommer. (Die Partitur ist Bénazet gewidmet). Die Premierenbesetzung bestand aus Marie Caroline Miolan-Carvalho (Sylvie), Gustave-Hippolyte Roger (Horace), Amélie Faivre (Mazet) und Mathieu-Émile Balanqué (Maître Jean).
Obwohl die ursprüngliche, einaktige Fassung in Baden-Baden mit Ovationen bedacht wurde, war sie in ihrer erweiterten zweiaktigen Fassung 1866 an der Opéra-Comique nicht besonders erfolgreich und wurde insgesamt nur 29 Mal aufgeführt.
Die Besetzung der ersten Pariser Aufführung bestand aus Marie Cico (Sylvie), Victor Capoul (Horace), Caroline Girard (Mazet) und Charles-Amable Bataille (Maître Jean). Es folgte am 5. Dezember 1867 eine Aufführung in Brüssel, am 11. Februar 1868 eine weitere in Stockholm (auf Schwedisch), am 20. September 1870 eine Aufführung im Crystal Palace in London (unter dem Titel The Pet Dove in einer englischen Übersetzung von Henry Brougham Farnie), am 27. April 1873 in Kopenhagen (auf Dänisch) und am 22. September 1873 in Prag in tschechischer Sprache. Ferner lässt sich eine Aufführung in Bologna (auf Italienisch) und 1912 eine weitere in Paris ermitteln. Sergei Djagilew verantwortete eine Inszenierung, welche am 1. Januar 1923 an der Opéra de Monte-Carlo gezeigt wurde, bei der die gesprochenen Dialoge durch Rezitative des 24-jährigen Francis Poulenc ersetzt wurden.
Im 21. Jahrhundert wurde La colombe bislang 2013 in Siena und in Buxton sowie 2014 in Paris aufgeführt.
Die Oper enthält eine Hosenrolle für den Kammerdiener Mazet. Maitre Jean hat eine Bassarie („Le grand art de cuisine“) über den vergangenen Ruhm der Kochkunst, die immer noch gelegentlich aufgeführt wird.

## Aufnahmen
- Janine Micheau, Joseph Peyron, René Lenoty, Lucien Lovano, Chor und Orchester des Radio-Lyrique de Paris unter Tony Aubin, Malibran Music 1947 (2000).
- Erin Morley, Javier Camarena, Michèle Losier, Laurent Naouri, Hallé-Orchester unter Mark Elder, Opera Rara 2015.